# Gitta Jensen
Gitta Poulsgaard Jensen (* 18. Juli 1972 in Esbjerg) ist eine ehemalige dänische Schwimmerin. Sie gewann bei Weltmeisterschaften eine Bronzemedaille. Bei Europameisterschaften erschwamm sie eine Goldmedaille und eine Bronzemedaille.

## Sportliche Karriere
Gitta Jensen begann ihre internationale Karriere 1988 bei den Olympischen Spielen in Seoul. Als Fünfte des B-Finales über 100 Meter Freistil belegte sie den 13. Platz in der Gesamtwertung. Die dänische 4-mal-100-Meter-Freistilstaffel mit Gitta Jensen, Pia Sørensen, Mette Jacobsen und Annette Moldrup Jørgensen belegte den achten Platz.
1989 bei den Europameisterschaften in Bonn schlug Jensen über 100 Meter Freistil als Siebte an. Die 4-mal-200-Meter-Freistilstaffel mit Berit Puggaard, Gitta Jensen, Annette Poulsen und Mette Jacobsen belegte den vierten Platz mit einer Sekunde Rückstand auf die drittplatzierten Italienerinnen. Die 4-mal-100-Meter-Freistilstaffel mit Jensen, Puggaard, Poulsen und Jacobsen erreichte den vierten Platz mit 0,79 Sekunden Rückstand auf die drittplatzierte Staffel aus der Bundesrepublik Deutschland und knapp vor den Französinnen. Die 4-mal-100-Meter-Lagenstaffel mit Tine Lund, Malene Mantzius, Mette Jacobsen und Gitta Jensen schwamm auf den siebten Platz. Über 50 Meter Freistil schließlich schlug Jensen als Vierte an, 0,07 Sekunden hinter der drittplatzierten Katrin Meißner aus der DDR.
Anfang 1991 bei den Weltmeisterschaften in Perth siegte die deutsche 4-mal-200-Meter-Freistilstaffel vor den Niederländerinnen. Gitta Jensen, Berit Puggaard, Annette Poulsen und Mette Jacobsen erkämpften die Bronzemedaille. Die 4-mal-100-Meter-Freistilstaffel mit Jensen, Puggaard, Poulsen und Jacobsen erreichte den fünften Platz.
Im August 1991 bei den Europameisterschaften in Athen wurde Jensen Fünfte über 100 Meter Freistil. Die dänische 4-mal-200-Meter-Freistilstaffel mit Mette Jacobsen, Berit Puggaard, Gitta Jensen und Annette Poulsen hatte im Ziel über vier Sekunden Vorsprung auf die zweitplatzierten Deutschen. Wesentlich knapper war das Ergebnis über 200 Meter Freistil: Jacobsen gewann mit fünf Hundertstelsekunden Vorsprung vor der Französin Catherine Plewinski, anderthalb Sekunden dahinter erkämpfte die Rumänin Luminița Dobrescu Bronze mit 0,26 Sekunden Vorsprung vor der viertplatzierten Gitta Jensen. Die 4-mal-100-Meter-Freistilstaffel mit Mette Jacobsen, Berit Puggaard, Gitta Jensen und Mette Nielsen erschwamm die Bronzemedaille hinter den Niederländerinnen und den Deutschen. Die 4-mal-100-Meter-Lagenstaffel mit Mette Nielsen, Britta Vestergaard, Mette Jacobsen und Gitta Jensen schlug als Sechste an. Zum Abschluss belegte Jensen den siebten Platz über 50 Meter Freistil.
Bei ihrer zweiten Olympiateilnahme 1992 in Barcelona trat Jensen in fünf Wettbewerben an, erreichte aber nur ein Finale. Gitta Jensen, Mette Jacobsen, Berit Puggaard und Mette Nielsen belegten den sechsten Platz in der 4-mal-100-Meter-Freistilstaffel. Jensens beste Einzelplatzierung war der 12. Rang über 100 Meter Freistil. 1993 bei den Europameisterschaften in Sheffield schlug Jensen über 100 Meter Freistil als Siebte an.
Gittas Schwester Pernille Jensen nahm 1988 ebenfalls an den olympischen Schwimmwettbewerben teil.